# Разгор (Войник)
Разгор (словен. Razgor) — поселення в общині Войник, Савинський регіон, Словенія. 
Висота над рівнем моря: 321,9 м.